# Liste der Monuments historiques in Rhèges
Die Liste der Monuments historiques in Rhèges führt die Monuments historiques in der französischen Gemeinde Rhèges auf.

## Liste der Objekte
| Bezeichnung                                | Beschreibung                                                               | Standort                        | Kennzeichnung | Schutzstatus | Datum | Bild |
| ------------------------------------------ | -------------------------------------------------------------------------- | ------------------------------- | ------------- | ------------ | ----- | ---- |
| Kruzifix                                   | Holz, farbig gefasst, 17. Jahrhundert                                      | in der Kirche St-Sulpice (Lage) | PM10004720    | Inscrit      | 1982  |      |
| Gemälde Heilige Brigitta                   | Ölfarbe auf Leinwand, 17. Jahrhundert                                      | in der Kirche St-Sulpice (Lage) | PM10001709    | Classé       | 1982  |      |
| Marienaltar                                | Altartisch, Tabernakel und Retabel; Eichenholz, vergoldet, 17. Jahrhundert | in der Kirche St-Sulpice (Lage) | PM10004719    | Inscrit      | 1981  |      |
| Epitaph für Nicolas d’Aulnay               | Marmor, vergoldet, bezeichnet 1627                                         | in der Kirche St-Sulpice (Lage) | PM10004721    | Inscrit      | 1981  |      |
| Skulptur Johannes der Täufer               | Holz, farbig gefasst, 16. Jahrhundert                                      | in der Kirche St-Sulpice (Lage) | PM10004722    | Inscrit      | 1981  |      |
| Relief mit drei Szenen aus dem Marienleben | Kalkstein, 16. Jahrhundert                                                 | in der Kirche St-Sulpice (Lage) | PM10001707    | Classé       | 1908  |      |
| Pietà                                      | Kalkstein, übertüncht, zweites Viertel des 16. Jahrhunderts                | in der Kirche St-Sulpice (Lage) | PM10001708    | Classé       | 1911  |      |